# Admirencyrtus insolitus
Admirencyrtus insolitus är en stekelart som beskrevs av Hoffer 1960. Admirencyrtus insolitus ingår i släktet Admirencyrtus och familjen sköldlussteklar.
Artens utbredningsområde är Slovakien. Inga underarter finns listade i Catalogue of Life.